# Championnat du Chili de football 1993
Navigation
Saison précédente Saison suivante
La saison 1993 du Championnat du Chili de football est la soixante-et-unième édition du championnat de première division au Chili. Les seize meilleurs clubs du pays sont regroupés au sein d'une poule unique où ils s'affrontent deux fois au cours de la saison, à domicile et à l'extérieur. À la fin du championnat, les deux derniers du classement sont relégués et remplacés par les deux meilleurs clubs de Segunda División, la deuxième division chilienne tandis que les 13e et 14e doivent passer par le barrage de promotion-relégation.
C'est le club de Colo Colo qui remporte le championnat cette saison après avoir terminé en tête du classement final, avec quatre points d'avance sur le tenant du titre, le Club de Deportes Cobreloa et sept sur le CD Universidad Católica. C'est le dix-neuvième titre de champion du Chili de l'histoire du club.

## Les clubs participants
| - Colo Colo - CD Universidad Católica - CF Universidad de Chile - Unión Española - CD Coquimbo Unido - Deportes Temuco - Club de Deportes Cobreloa - Club de Deportes Iquique - Promu de Segunda División | - CD Everton de Viña del Mar - Deportes Melipilla - Promu de Segunda División - Club Deportivo O'Higgins - Deportes La Serena - Club Deportivo Palestino - Provincial Osorno - Promu de Segunda División - Club Deportes Concepción - Club de Deportes Antofagasta |

## Compétition
Le barème utilisé pour établir le classement est le suivant :
- Victoire : 2 points
- Match nul : 1 point
- Défaite : 0 point

### Classement
| Rang | Équipe                       | Pts | J  | G  | N  | P  | Bp | Bc | Diff |
| ---- | ---------------------------- | --- | -- | -- | -- | -- | -- | -- | ---- |
| 1    | Colo Colo                    | 44  | 30 | 17 | 10 | 3  | 50 | 21 | +29  |
| 2    | Club de Deportes CobreloaT   | 40  | 30 | 14 | 12 | 4  | 51 | 38 | +13  |
| 3    | CD Universidad Católica      | 37  | 30 | 15 | 7  | 8  | 55 | 35 | +20  |
| 4    | CF Universidad de Chile      | 35  | 30 | 13 | 9  | 8  | 45 | 25 | +20  |
| 5    | Unión EspañolaC              | 35  | 30 | 13 | 9  | 8  | 49 | 30 | +19  |
| 6    | Deportes Temuco              | 32  | 30 | 9  | 14 | 7  | 44 | 29 | +15  |
| 7    | Club Deportivo O'Higgins     | 32  | 30 | 12 | 8  | 10 | 37 | 32 | +5   |
| 8    | Club de Deportes Antofagasta | 31  | 30 | 9  | 13 | 8  | 35 | 39 | -4   |
| 9    | Deportes La Serena           | 27  | 30 | 8  | 11 | 11 | 23 | 31 | -8   |
| 10   | CD Everton de Viña del Mar   | 27  | 30 | 8  | 11 | 11 | 29 | 41 | -12  |
| 11   | Provincial OsornoP           | 26  | 30 | 9  | 8  | 13 | 23 | 33 | -10  |
| 12   | Club Deportivo Palestino     | 26  | 30 | 10 | 6  | 14 | 28 | 42 | -14  |
| 13   | CD Coquimbo Unido            | 25  | 30 | 7  | 11 | 12 | 30 | 41 | -11  |
| 14   | Deportes MelipillaP          | 25  | 30 | 6  | 13 | 11 | 34 | 47 | -13  |
| 15   | Club Deportes Concepción     | 19  | 30 | 3  | 13 | 14 | 23 | 46 | -23  |
| 16   | Club de Deportes IquiqueP    | 19  | 30 | 7  | 5  | 18 | 31 | 58 | -27  |

|  | Qualification pour la Copa Libertadores 1994                                     |
|  | Qualification pour la Liguilla pré-Libertadores                                  |
|  | Participation au barrage de promotion-relégation                                 |
|  | Relégation directe en Segunda Division                                           |
|  | T : Tenant du titre C : Vainqueur de la Copa Chile P : Promu de Segunda Division |

### Liguilla pré-Libertadores
La Liguilla est disputé en deux phases. Les six équipes jouent un premier tour en matchs aller-retour. Le mieux classé des éliminés se qualifie pour 
Premier tour :
| Équipe 1                  | Résultat | Équipe 2                 | Aller | Retour |
| ------------------------- | -------- | ------------------------ | ----- | ------ |
| Deportes Temuco           | 2 - 1    | CD Universidad Católica  | 1 - 1 | 1 - 0  |
| CF Universidad de Chile   | 3 - 1    | Unión Española           | 3 - 0 | 0 - 1  |
| Club de Deportes Cobreloa | 4 - 3    | Club Deportivo O'Higgins | 1 - 2 | 3 - 1  |

- L'Unión Española est repêché pour la phase de poules. Le critère de sélection n'est pas précisé (suivant le critère utilisé lors des dernières saisons, c'est le CD Universidad Católica qui aurait dû se qualifier).

Poule finale :
| Rang | Équipe                    | Pts | J | G | N | P | Bp | Bc | Diff |
| ---- | ------------------------- | --- | - | - | - | - | -- | -- | ---- |
| 1    | Unión Española            | 5   | 3 | 2 | 1 | 0 | 2  | 0  | +2   |
| 2    | CF Universidad de Chile   | 4   | 3 | 1 | 2 | 0 | 3  | 2  | +1   |
| 3    | Deportes Temuco           | 3   | 3 | 1 | 1 | 1 | 4  | 2  | +2   |
| 4    | Club de Deportes Cobreloa | 0   | 3 | 0 | 0 | 3 | 1  | 6  | -5   |

|  | Qualification pour la Copa Libertadores 1994 |
|  | Qualification pour la Copa CONMEBOL 1994     |

### Barrage de promotion-relégation
Les 13e et 14e du classement (CD Coquimbo Unido et Deportes Melipilla) affrontent en barrage les 3e et 4e de Segunda División, le Regional Atacama et Deportes Arica. Les deux premiers se maintiennent ou sont promus en Primera Division.
| Rang | Équipe                | Pts | J | G | N | P | Bp | Bc | Diff |  | Résultats (▼ dom., ► ext.) | Ata | Coq | Mel | Ari |
| ---- | --------------------- | --- | - | - | - | - | -- | -- | ---- |  | -------------------------- | --- | --- | --- | --- |
| 1    | Regional Atacama (D2) | 4   | 3 | 1 | 2 | 0 | 4  | 1  | +3   |  | Regional Atacama (D2)      |     |     | 0-0 | 3-0 |
| 2    | CD Coquimbo Unido     | 4   | 3 | 1 | 2 | 0 | 5  | 3  | +2   |  | CD Coquimbo Unido          | 1-1 |     |     | 2-2 |
| 3    | Deportes Melipilla    | 3   | 3 | 1 | 1 | 1 | 3  | 4  | -1   |  | Deportes Melipilla         |     | 0-2 |     | 3-2 |
| 4    | Deportes Arica (D2)   | 1   | 3 | 0 | 1 | 2 | 4  | 8  | -4   |  | Deportes Arica (D2)        |     |     |     |     |

|  | Promotion en Primera Division  |
|  | Relégation en Segunda Division |

## Bilan de la saison
| Championnat du Chili de football 1993 |                                                                      |
| Champion                              | Colo Colo (19e titre)                                                |
| Coupes et trophées                    |                                                                      |
| Vainqueur de la Coupe du Chili 1993   | Unión Española                                                       |
| Qualifications continentales          |                                                                      |
| Copa Libertadores 1994                | Colo Colo                                                            |
| Copa Libertadores 1994                | Unión Española                                                       |
| Copa CONMEBOL 1994                    | CF Universidad de Chile                                              |
| Promotions et relégations             |                                                                      |
| Promus en Primera División            | Regional Atacama Club de Deportes Cobresal CSD Rangers               |
| Relégués en Segunda División          | Club Deportes Concepción Club de Deportes Iquique Deportes Melipilla |